# Omčak
Omčak (in lingua russa Омчак) è un centro abitato dell'Oblast' di Magadan, situato nel Ten'kinskij rajon.